# Mikael Nilsson (football, 1968)
Pour les articles homonymes, voir Mikael Nilsson.
Mikael Nilsson (né le 28 septembre 1968 à Falköping) est un footballeur suédois des années 1990. En tant que défenseur, il est international suédois à 22 reprises entre 1991 et 1996 pour aucun but inscrit. Il fait partie des joueurs sélectionnés pour l'Euro 1992 et la Coupe du monde 1994, mais il ne joue aucun match. Le 17 mars 1993 il inscrit un coup franc à l'effet improbable face au PSV Eindhoven.

## Palmarès
- Coupe du monde de football
  - Troisième en 1994
- Coupe de Suède de football
  - Vainqueur en 1991
  - Finaliste en 1999
- Championnat de Suède de football
  - Champion en 1990, en 1991, en 1993, en 1994, en 1995 et en 1996
  - Vice-champion en 1997
- Coupe Intertoto
  - Vainqueur en 1988